# Antonio Günther II di Schwarzburg-Sondershausen-Arnstadt
Antonio Günther II di Schwarzburg-Sondershausen (Sondershausen, 10 ottobre 1653 – Arnstadt, 20 dicembre 1716) è stato Conte di Schwarzburg-Arnstadt, Conte di Hohnstein, Signore di Sondershausen, Arnstadt e Leutenberg.

## Biografia
Antonio Günther II era figlio del Conte Antonio Günther I e di sua moglie, Maria Maddalena del Palatinato-Birkenfeld. Nel 1666 succedette al padre governando in coreggenza assieme al fratello maggiore Cristiano Guglielmo. Nel 1681, i fratelli divisero la loro eredità, con Anton Günther II che ricevette i distretti di Ebeleben, Schernberg, Keula, e Arnstadt fondando quindi la linea cadetta dalla vita breve. Nel 1697, i fratelli furono elevati a principi imperiali, ma Anton Günther II si astenne dall'uso di questo titolo fino al 1709.
Antonio Günther stabilì la propria residenza ad Arnstadt: qui fu un notevole patrono della musica del tuo tempo, interessandosi anche di storia e di arte come collezionista. Egli fu infatti protettore di Johann Sebastian Bach il quale lo assunse quale suo Organista a Arnstadt, cittadina che sotto la reggenza di Antonio Günthers divenne uno dei centri più importanti della cultura tedesca.
Nel 1684 sposò Augusta Dorotea (1666-1751), figlia del Duca Antonio Ulrico di Brunswick-Wolfenbüttel.
Alla sua morte, non avendo avuto eredi, gli succedette il fratello Cristiano Guglielmo, che rimase l'unico regnante dello stato.

## Ascendenza
|                                                                     |                                                      |                                                   | Genitori                                       |  |  | Nonni |  |  | Bisnonni                                                |  |  | Trisnonni                            |  |
|                                                                     |                                                      |                                                   |                                                |  |  |       |  |  | 8. Johann Günther I, conte di Schwarzburg-Sondershausen |  |  | 16. Günther XL, conte di Schwarzburg |  |
|                                                                     |                                                      |                                                   |                                                |  |  |       |  |  | 8. Johann Günther I, conte di Schwarzburg-Sondershausen |  |  | 16. Günther XL, conte di Schwarzburg |  |
|                                                                     |                                                      | 17. Elisabet von Isenburg-Büdingen                |                                                |  |  |       |  |  | 8. Johann Günther I, conte di Schwarzburg-Sondershausen |  |  |                                      |  |
| 4. Christian Günther I, conte di Schwarzburg-Sondershausen          |                                                      |                                                   |                                                |  |  |       |  |  | 8. Johann Günther I, conte di Schwarzburg-Sondershausen |  |  |                                      |  |
|                                                                     |                                                      | 9. Anna von Oldenburg-Delmenhorst                 | 18. Anton I, conte di Oldenburg-Delmenhorst    |  |  |       |  |  |                                                         |  |  |                                      |  |
|                                                                     |                                                      | 9. Anna von Oldenburg-Delmenhorst                 | 18. Anton I, conte di Oldenburg-Delmenhorst    |  |  |       |  |  |                                                         |  |  |                                      |  |
|                                                                     |                                                      | 9. Anna von Oldenburg-Delmenhorst                 | 19. Sophie von Sachsen-Lauenburg               |  |  |       |  |  |                                                         |  |  |                                      |  |
| 2. Anton Günther I, conte di Schwarzburg-Sondershausen              |                                                      | 9. Anna von Oldenburg-Delmenhorst                 |                                                |  |  |       |  |  |                                                         |  |  |                                      |  |
|                                                                     |                                                      | 10. Albrecht VII, conte di Schwarzburg-Rudolstadt | 20. Günther XL, conte di Schwarzburg (= 16)    |  |  |       |  |  |                                                         |  |  |                                      |  |
|                                                                     |                                                      | 10. Albrecht VII, conte di Schwarzburg-Rudolstadt | 20. Günther XL, conte di Schwarzburg (= 16)    |  |  |       |  |  |                                                         |  |  |                                      |  |
|                                                                     |                                                      | 10. Albrecht VII, conte di Schwarzburg-Rudolstadt | 21. Elisabet von Isenburg-Büdingen (= 17)      |  |  |       |  |  |                                                         |  |  |                                      |  |
| 5. Anna Sibille von Schwarzburg-Rudolstadt                          |                                                      | 10. Albrecht VII, conte di Schwarzburg-Rudolstadt |                                                |  |  |       |  |  |                                                         |  |  |                                      |  |
|                                                                     |                                                      | 11. Juliane von Nassau-Dillenburg                 | 22. Wilhelm I, conte di Nassau-Dillenburg      |  |  |       |  |  |                                                         |  |  |                                      |  |
|                                                                     |                                                      | 11. Juliane von Nassau-Dillenburg                 | 22. Wilhelm I, conte di Nassau-Dillenburg      |  |  |       |  |  |                                                         |  |  |                                      |  |
|                                                                     |                                                      | 11. Juliane von Nassau-Dillenburg                 | 23. Juliana zu Stolberg-Wernigerode            |  |  |       |  |  |                                                         |  |  |                                      |  |
| 1. Anton Günther II, principe di Schwarzburg-Sondershausen-Arnstadt |                                                      | 11. Juliane von Nassau-Dillenburg                 |                                                |  |  |       |  |  |                                                         |  |  |                                      |  |
|                                                                     | 12. Karl I, conte palatino di Zweibrücken-Birkenfeld | 24. Wolfgang, conte palatino di Zweibrücken       |                                                |  |  |       |  |  |                                                         |  |  |                                      |  |
|                                                                     | 12. Karl I, conte palatino di Zweibrücken-Birkenfeld | 24. Wolfgang, conte palatino di Zweibrücken       |                                                |  |  |       |  |  |                                                         |  |  |                                      |  |
|                                                                     | 12. Karl I, conte palatino di Zweibrücken-Birkenfeld | 25. Anna von Hessen                               |                                                |  |  |       |  |  |                                                         |  |  |                                      |  |
| 6. Georg Wilhelm, conte palatino di Zweibrücken-Birkenfeld          | 12. Karl I, conte palatino di Zweibrücken-Birkenfeld |                                                   |                                                |  |  |       |  |  |                                                         |  |  |                                      |  |
|                                                                     |                                                      | 13. Dorothea von Braunschweig-Lüneburg            | 26. Wilhelm, duca di Brunswick-Lüneburg        |  |  |       |  |  |                                                         |  |  |                                      |  |
|                                                                     |                                                      | 13. Dorothea von Braunschweig-Lüneburg            | 26. Wilhelm, duca di Brunswick-Lüneburg        |  |  |       |  |  |                                                         |  |  |                                      |  |
|                                                                     |                                                      | 13. Dorothea von Braunschweig-Lüneburg            | 27. Dorothea af Danmark                        |  |  |       |  |  |                                                         |  |  |                                      |  |
| 3. Marie Magdalene von Pfalz-Birkenfeld                             |                                                      | 13. Dorothea von Braunschweig-Lüneburg            |                                                |  |  |       |  |  |                                                         |  |  |                                      |  |
|                                                                     |                                                      | 14. Otto, conte di Solms-Sonnenwalde              | 28. Friedrich Magnus I, conte di Solms-Laubach |  |  |       |  |  |                                                         |  |  |                                      |  |
|                                                                     |                                                      | 14. Otto, conte di Solms-Sonnenwalde              | 28. Friedrich Magnus I, conte di Solms-Laubach |  |  |       |  |  |                                                         |  |  |                                      |  |
|                                                                     |                                                      | 14. Otto, conte di Solms-Sonnenwalde              | 29. Agnes zu Wied                              |  |  |       |  |  |                                                         |  |  |                                      |  |
| 7. Dorothea von Solms-Sonnenwalde                                   |                                                      | 14. Otto, conte di Solms-Sonnenwalde              |                                                |  |  |       |  |  |                                                         |  |  |                                      |  |
|                                                                     |                                                      | 15. Anna Amalia von Nassau-Weilburg               | 30. Albrecht, conte di Nassau-Weilburg         |  |  |       |  |  |                                                         |  |  |                                      |  |
|                                                                     |                                                      | 15. Anna Amalia von Nassau-Weilburg               | 30. Albrecht, conte di Nassau-Weilburg         |  |  |       |  |  |                                                         |  |  |                                      |  |
|                                                                     |                                                      | 15. Anna Amalia von Nassau-Weilburg               | 31. Anna von Nassau-Dillenburg                 |  |  |       |  |  |                                                         |  |  |                                      |  |
|                                                                     |                                                      | 15. Anna Amalia von Nassau-Weilburg               |                                                |  |  |       |  |  |                                                         |  |  |                                      |  |